# Ryan Murphy
Ryan Murphy (n. 2 iulie 1995, Florida, SUA) este un înotător american, medaliat olimpic. A participat la 2 ediții ale Jocurilor Olimpice (2016, 2020) în care a câștigat o medalie de aur.